# Tipos de opciones
En finanzas, una opción es un tipo de derivado. Las opciones se pueden clasificar de varias formas. De forma muy genérica se pueden dividir en dos grupos: las "vainilla" que consisten en los contratos básicos de opciones "call" o "put" y las "exóticas" que incorporan variantes que hacen más complejo su tratamiento y su valoración.

## Opciones “vainilla” (vanilla options)
Se trata de las opciones "básicas" (ver Opciones financieras) que, dependiendo del tipo de derecho que nos den, son opciones call (de compra) y opciones put (de venta). En función de su forma de ser ejercidas podemos diferenciar:
- Opción europea: tan sólo se pueden ser ejercidas en una fecha determinada (fecha de ejercicio).
- Opción americana: pueden ser ejercidas a lo largo de su vida hasta la fecha de ejercicio.

El método mayormente empleado para valorar opciones europeas es el de Black-Scholes. Para las opciones americanas, que rara vez son ejercidas antes de su fecha de ejercicio, se puede emplear el mismo método, suponiendo que su comportamiento es similar. El trabajo de Myron Scholes y Fisher Black, fue mejorado posteriormente por Robert C. Merton incorporando el cálculo estocástico de probabilidades.

## Opciones “exóticas” (exotic options)
Son opciones que son más complejas que las opciones comúnmente negociadas (plain vanilla). Estos productos son negociados normalmente over-the-counter (OTC). Incorporan distintas variantes ("exoticidades") que pueden llegar a complicar el cálculo de la valoración de la opción en gran medida. En muchos casos, para valorarlas se emplea la generación de números aleatorios en base al método estadístico de Montecarlo.

Exoticidad en el cálculo del pago (pay off):
- Opción “asiática” (Asian option): depende de la media del valor del subyacente en un periodo determinado.
- Lookback option: se calcula en función del máximo (o mínimo) alcanzado por el subyacente en un periodo. Variantes: opción rusa (Russian option) es una opción lookback que está operativa en perpetuidad.
- Opción binaria o digital (digital / binary option): el pago puede ser una cantidad determinada (o un activo) o, por el contrario, no haber pago en absoluto.
- Opción “oscilante” (swing option): el comprador puede “oscilar” el precio del subyacente. Principalmente empleada en energía.
- Opción “parisina” (Parisian option): depende del tiempo que el activo esté por encima (o por debajo) del strike.

Exoticidad en la fecha/forma de ejercicio:
- Opción “bermuda” (Bermudan option): permite ser ejercida en varios momentos del tiempo (espaciados de forma discreta); por ejemplo, trimestralmente. Variantes: opción “canaria” (Canary option) es una opción a caballo entre una opción europea clásica y una bermuda; permite ser ejercida en varios momentos pero nunca antes de un periodo fijo, por ejemplo, de un año.
- Opción con barrera (barrier option): la opción deja de existir –knock out- (o comienza a existir –knock in-) cuando el subyacente alcanza (o se cruza) un determinado valor (barrier level). Se pueden dar distintas combinaciones de condiciones:
  - Up-and-out: el subyacente comienza a fluctuar bajo el barrier level y si lo alcanza, la opción deja de existir (knock out).
  - Down-and-out: el subyacente comienza a fluctuar sobre el barrier level y si lo cruza, la opción deja de existir (knock out).
  - Up-and-in: el subyacente comienza a fluctuar bajo el barrier level y si lo alcanza, la opción se activa (knock in).
  - Down-and-in: el subyacente comienza a fluctuar sobre el barrier level y si lo cruza, la opción se activa (knock in).
- Opción “de estilo cap” (capped-style option): la opción se ejecuta automáticamente cuando el subyacente alcanza un determinado precio y se marca un nuevo mark to market. No tiene nada que ver, a pesar de su nombre, con un interest rate cap.
- Opción “compuesta” (compound option): consiste en una opción sobre otra opción, suponiendo, de este modo, dos fechas de ejercicio y modalidades distintas.
- Opción “grito” (shout option): Consiste en dos fechas de ejercicio distintas. El comprador puede señalar –o “gritar”- una fecha en la que el precio del subyacente le parezca interesante. En el momento final de madurez de la opción, el comprador puede decidir si le conviene el pago (pay off) a precio de la fecha final o a precio de la fecha del “grito”.

Exoticidad en función del subyacente:
- Opción “cesta” (basket option): se basa en una media ponderada de distintos subyacentes. Variantes: opción “arco iris” (rainbow option) se basa en una cesta en la que la ponderación de los componentes depende de su comportamiento final. Por ejemplo, un caso especial de este tipo de opción que es bastante común es una opción basada en el subyacente que peor comportamiento haya tenido dentro de una cesta. Otras variantes: Himalayan option, mountain range option …
- Opción “de intercambio” (exchange option): se intercambia un activo por otro.

Exoticidad en función de la divisa:
- Opción “cruzada” (cross / composite option): el subyacente se negocia en una divisa y el strike está denominado en otra. Variante: opción “quanto” (quanto option) es una opción en el que el tipo de cambio queda fijado desde el comienzo; por ejemplo, 1.

Otras exoticidades:
- Game / Israeli option: el comprador puede cancelar la opción, afectando esto al pay off o teniendo que pagar algún tipo de "multa".
- Reoption: es la posibilidad de renovar una opción que expiró sin haber sido ejercida.
- Chooser option: da la opción de decidir si la opción será put o call.
- Forward starting option: el strike se decide en el futuro, no en el comienzo del contrato. Variantes: cliquet option es una secuencia de forward starting options.

- Datos: Q7099018